# Nivoso

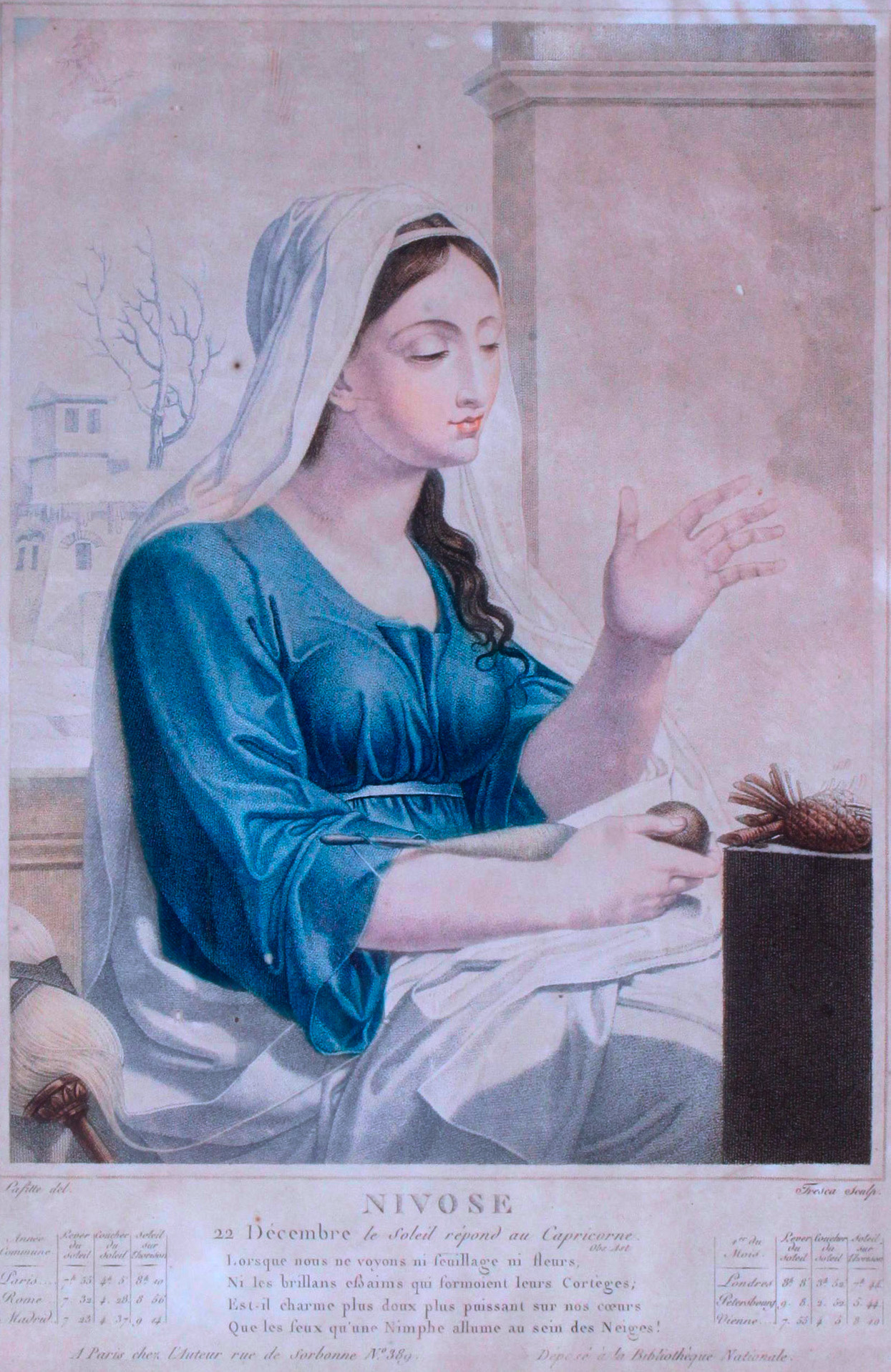
Alegoria do Nivoso

Nivoso (nivôse em francês) era o quarto mês do calendário revolucionário , que esteve em vigor na França entre 22 de setembro de 1792 e 31 de dezembro de 1805.
O nivoso correspondia geralmente ao período compreendido entre 21 de dezembro e 19 de janeiro do calendário gregoriano, recobrindo, aproximadamente, o período durante o qual o sol atravessa a constelação zodiacal de Capricórnio.
O nome se deve à "neve que embranquece a terra de dezembro a janeiro", conforme o relatório apresentado à Convenção em 3 brumário do ano II (24 de outubro de 1793), por Fabre d'Églantine, em nome da comissão encarregada da confecção do calendário.